# Parete scorrevole

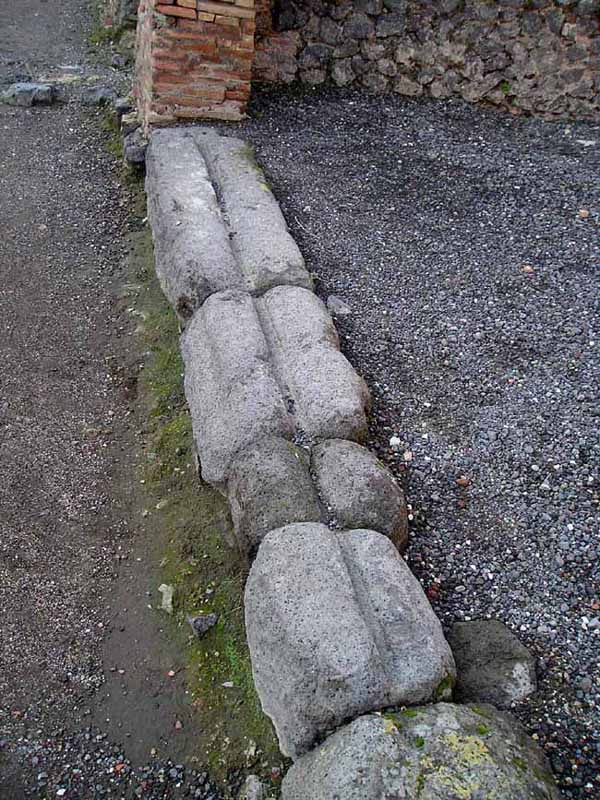
Guida per porta scorrevole a Pompei (I secolo d.C.).

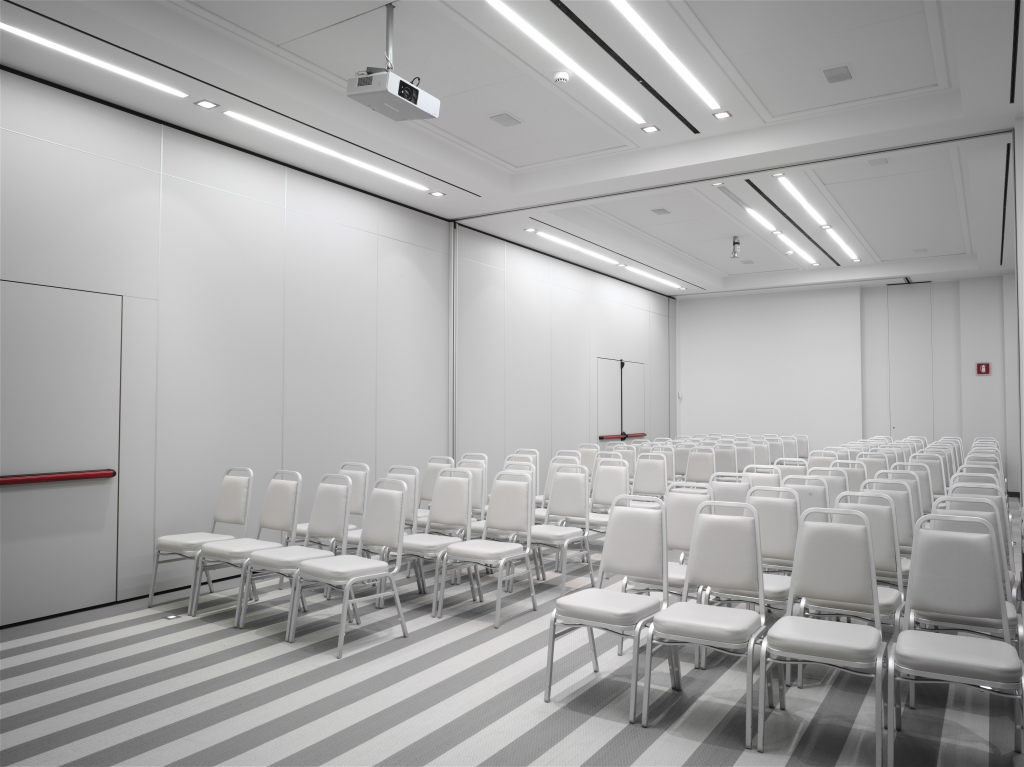
Parete manovrabile estesa

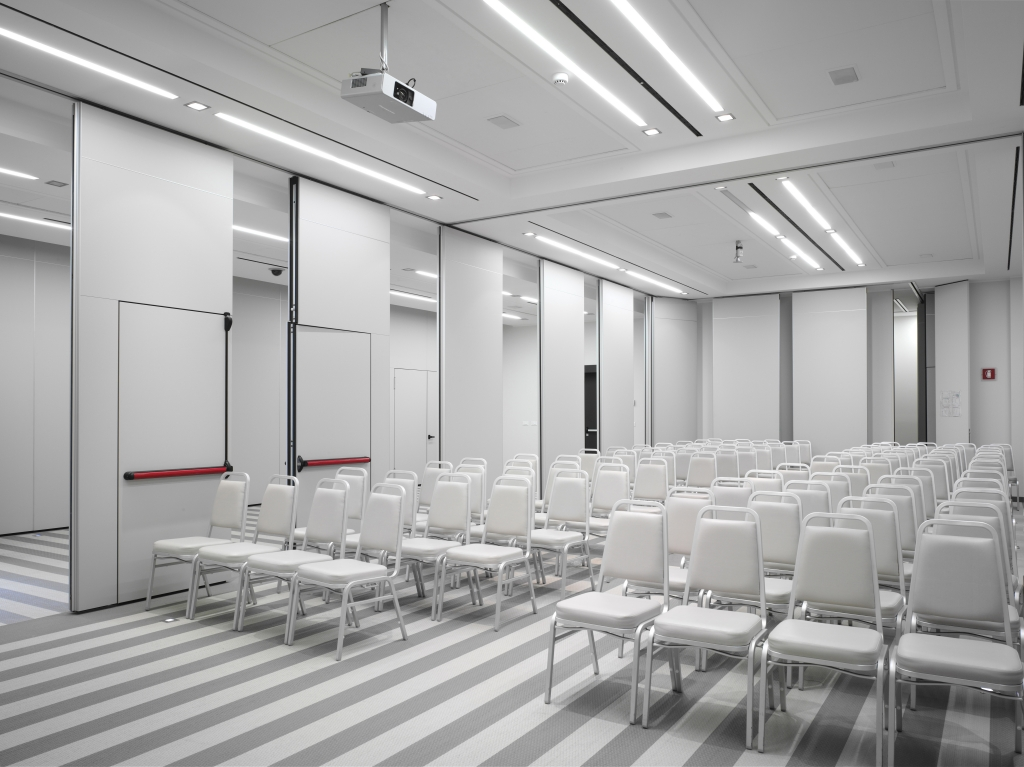
Parete manovrabile in movimento

Una parete scorrevole è una parete non portante composta da elementi scorrevoli entro guide che ne delimitano un percorso prefissato.
È quindi un elemento “dinamico” poiché permette una chiusura simile ad un tramezzo o ad un tamponamento ma reversibile.
A seconda delle tipologie può avere andamento rettilineo o sagomato a seguire altri elementi architettonici dell'edificio.
Può inoltre presentare meccanismi interni che permettono il serraggio degli elementi una volta raggiunta la loro posizione di opera e che ne completano una eventuale chiusura acustica e/o termica.
Come per le pareti attrezzate, possono essere previsti accessori come vetrature, finestrature, porta di passaggio, mensole, oppure impianti di illuminazione.

## Storia
Porte e paratie scorrevoli sono state utilizzate già nel primo secolo d.C. nelle case romane, come testimoniato da reperti archeologici rinvenuti a Ercolano.

## Tipologie
- Parete pieghevole (folding partition): parete scorrevole dove gli elementi sono normalmente collegati ed incernierati tra di loro; lo sviluppo è di solito solo rettilineo e l'unico movimento permesso è quello che va da parete impacchettata ad estesa o viceversa.

- Parete manovrabile (stacking partition): parete scorrevole dove gli elementi sono normalmente indipendenti e movimentabili singolarmente; lo sviluppo può essere molto più articolato e può prevedere percorsi alternativi, pareti ad incrocio o di forma ondulata e impacchettamenti anche ad una certa distanza dal luogo di opera.